# Тамми Террелл
Тамми Террелл (наст. имя — Томасина Уинифред Монтгомери; 29 апреля 1945 — 16 марта, 1970) — американская певица, наиболее известная как звезда Motown Records 1960-х годов, и выступавшая в дуэте с Марвином Гэем.
Карьера Террелл началась в подростковом возрасте, её первые записи состоялись на Scepter/Wand Records, затем она провела почти два года как член «James Brown Revue» Джеймса Брауна, записываясь на лейбле Брауна «Try Me». После учёбы в колледже, Террелл недолго записывалась на Checker Records, до подписания контракта с Motown в 1965 году.
В дуэте с Гэем Террелл семь раз попадала в Топ 40 синглов на Billboard Hot 100. 14 октября 1967 года во время выступления на концерте в колледже Хэмпден-Сидней Террелл потеряв сознание упала на сцене, на руки Гэя, и позднее у неё была диагностирована опухоль головного мозга. После восьми безрезультатных операций, она скончалась 16 марта 1970 года, в возрасте 24 лет.

## Детство
Террелл родилась в Филадельфии в семье Дженни (урожд. Грэм) и Томаса Монтгомери. Дженни была актрисой, а Томас был владельцем парикмахерской и местным политиком. Тамми была старшей из двух сестёр. Согласно документальному сериалу Unsung, её младшая сестра Луди говорила, что семья ожидала что родится мальчик, и что он будет назван в честь отца. Однако, когда она родилась, родители остановились на имени Томасина, сокращённо «Томми». Позже она изменила его на «Тамми» после просмотра фильма Тэмми и холостяк, и услышав заглавую песню фильма «Tammy», в возрасте 12 лет. Начиная примерно в это время, у Террелл начались головные боли. Не придававшие этому большого значение в то время, члены семьи позже заявили, что эти головные боли возможно были связаны с позднейшим диагнозом рака мозга. По словам сестры, мать Террелл страдала от психического заболевания.

## Карьера

### Ранние записи
В 14 лет Террелл подписала контракт с Scepter Records, дочерним лейблом Wand Records, после того как её обнаружил продюсер Лютер Диксон. После двух синглов Террелл покинула лейбл и, после того, как она познакомилась с Джеймсом Брауном, подписала с ним контракт и начала петь в его концертных турах. В 1963 году она записала песню «I Cried». Выпущенный на лейбле Брауна «Try me» стал её первым синглом попавшим в чарт, достигнув № 99 на Billboard Hot 100.
После этого Террелл подписала контракт с Checker Rec. и выступила в дуэте с Джимми Рэдклиффом с песней «If I Would Marry You», соавторство которой принадлежит самой Террелл. После относительного провала сингла, Террелл объявила о временном уходе из музыкального бизнеса и поступила в университет штата Пенсильвания, где она изучала медицину в течение двух лет. После обучения Террелл гастролировала с Батлером (en:Jerry Butler).
В апреле 1965 года, во время выступления в Детройте, она была замечена Берри Горди, основателем Motown, который предложил подписать с ней контракт. Она согласилась и подписала контракт с лейблом 29 апреля, в своё 20-летие. Прежде чем выпустить свой первый сингл Горди предложил изменить ей имя. По его мнению «Тамми Монтгомери» был слишком длинным, и Горди изменил его на «Тамми Террелл», посчитав, что это имя «сексапильное». «I Can’t Believe You Love Me» стало для Террелл первым попаданием в топ сорок жанра R&B, почти сразу же последовал сингл «Come On and See Me». В 1966 году, Террелл записала два сингла из будущих классиков, «All I Do (Is Think About You)» Стиви Уандера и «This Old Heart of Mine (Is Weak for You)» The Isley Brothers. Террелл присоединилась к Motortown Revue (концерт-тур Motortown) после выхода её первого сингла. Во время тура, в котором она открывала концерт для The Temptations Террелл встретила солиста группы Дэвида Раффина (en:David Ruffin) и у них завязался роман.

### Успех с Марвином Гэем и болезнь
В начале 1967 года, Motown нанял Террелл чтобы петь дуэт с Марвином Гэем, который до этого достиг успеха в дуэтах с Мэри Уэллс (en:Mary Wells)и Ким Уэстон (en:Kim Weston), а также записался в дуэте с Омой Херд. Гэй, как он вспоминал потом, не знал, насколько талантливой была Террелл, пока они не начали петь вместе.
Их первой записью стала композиция Ashford & Simpson «Ain’t No Mountain High Enough», причём Гэй и Террелл были записаны отдельно, на Motown ремиксовали их вокалы, вырезая бэк-вокалы в обеих записях. Песня стала хитом весной 1967 года, достигнув девятнадцатого места в Billboard Hot 100 и номер три в R&B чарте, сделав Террелл звездой. «Your Precious Love» стала ещё большим хитом, достигнув номера пять в жанре поп, а номера два в R&B. В конце года, дуэт ещё раз попал в десятку один с «If I Could Build My Whole World Around You», с десятым местом в жанре поп и номеррм два в R&B. Обратная сторона этого сингла, композиция Марвина Гэя, «If This World Were Mine», была не такой успешной, заняв 68-е место в поп-чарте и 27-е в R&B. Гэй позже сказал что эта песня была «одной из самых любимых песен Тамми».
Все четыре песни были включены в их первый дуэтный альбом United, выпущенный в конце лета 1967 года. На протяжении всего этого года, Гэй и Террелл выступали вместе и Террелл стала вокальным и сценическим вдохновением для застенчивого и спокойного Гэя, который не любил живые выступления. Дуэт также выступал вместе на телевидении. В это время мигрени и головные боли Террелл, от которых она страдала в детстве, становились всё более частыми. Несмотря на боли, она убеждала близких людей, что она достаточно здорова для того чтобы выступать. Тем не менее, 14 октября 1967 года, во время концерта с Гэем в колледже Хэмпден-Сиднида, в пригороде города Фармвилл, Вирджиния, Террелл потеряла сознание на сцене; Гэй успел её подхватить, схватив за руки, и вывел её со сцены. Вскоре после возвращения из Вирджинии, врачи диагностировали у неё злокачественную опухоль в правой стороне мозга.
После первой операции, Террелл вернулась в студию Hitsville в Детройте и записала «You’re All I Need to Get By». Эта песня, также как и «Ain’t Nothing Like the Real Thing», достигла первого места в R&B чартах. Несмотря на оптимизм Террелл, болезнь усугубилась, и потребовались ещё несколько операций. К 1969 году Террелл отошла от живых выступлений по настоянию врачей. Motown выпустил первый и единственный сольный альбом Террелл, Irresistible, К началу 1969 года состояние Террелл уже не позволяло ей делать записи.
Существуют разные сведения о том, как записывался Easy, третий совместный альбом Гэя и Террелл. По некоторым данным, Террелл было настолько плохо после операций, что она уже не могла записываться, и Motown решил пригласить Валери Симпсон (Ashford & Simpson) на её замену, эта версия также представлена в книге «Marvin Gaye: What’s Going On and the Last Days of the Motown Sound».  Гей позже скажет, это была «ещё одна схема по зарабатыванию денег от БГ». Сама Валери Симпсон, с другой стороны, утверждала, что Террелл участвовала в записи, что её привезли в студию, когда она чувствовала себя достаточно сильной, и записали её вокал поверх вокала Симпсон.
В конце 1969 года состоялось последнее публичное выступление Террелл, в Театре «Аполло», где Марвин Гэй был хэдлайнером. Как только Гэй заметил Террелл, он направился к ней, и дуэт спел «You’re All I Need to Get By».

## Личная жизнь
В своих воспоминаниях о сестре, Луди Монтгомери пишет, что Террелл в возрасте одиннадцати лет стала жертвой сексуальных домогательств со стороны трёх мальчиков. Мальчики были арестованы и осуждены по обвинению в изнасиловании. Этот инцидент привёл к изменению в поведении Террелл. В начале карьеры Террелл встречалась со многими мужчинами, как принадлежащими к миру музыки, так и вне его. В 1962 году, в возрасте 17 лет, она подписала контракт с Джеймсом Брауном и у них возникли сексуальные отношения. Тем не менее, эти отношения закончились через два года из-за домашнего насилия. Свидетелем такого эпизода, произошедшего после концерта за кулисами, стал друг Террелл, Джин Чандлер (en:Gene Chandler), после этого Террел попросила Чандлера отвезти её до автостанции чтобы она могла уехать, затем он позвонил её матери чтобы та забрала её.
В 1965 году у Террелл возникает роман с Дэвидом Раффином из The Temptations. Через год Раффин сделал ей предложение. Однако, затем Террелл узнала, что у Раффина уже есть жена и трое детей и ещё одна любовница, также живущая в Детройте. Из-за этого у пары возникали драки в том числе публичные. По некоторым слухам, Раффин ударил Террелл молотком и мачете, но это было опровергнуто семьёй Террелл и сотрудниками Motown, однако Луди Монтгомери утверждала, что Раффин ударил Террелл по лицу мотоциклетным шлемом, после чего, в 1967 году, их отношения закончились.
После подписания контракта с Motown, у неё появилось много друзей из артистов лейбла. Один из её самых близких друзей был её партнёр по дуэту, Марвин Гэй, с которым она имела тесные платонические отношения. Хотя часто утверждалось, их отношения переросли в романтические, знакомые обоих музыкантов опровергали это. Ашфорд и Симпсон, и сам Гэй в более поздние годы, заявляли что их отношения были почти что отношениями брата и сестры, несмотря на то что у них были противоположные характеры: Гэй был стеснительным интровертом, а Террелл искушённым экстравертом. Общими у них были их харизма и чувство юмора. Гэй позднее назвал Террелл «очаровательной» и «непонятой» и заявил, что Террелл была его «идеальным (музыкальным) партнёром». На момент её смерти, она была помолвлена с Эрнестом Гарреттом, который был врачом в больнице где лечилась Террелл, но не был её лечащим врачом.

## Смерть
К началу 1970 Террелл была прикована к инвалидной коляске, страдала от слепоты и выпадения волос, и весила всего 93 фунтов (42 кг). После её восьмой и последней операции 25 января 1970 года, Террелл впала в кому. Она умерла 16 марта в результате осложнений от рака мозга, не дожив шести недель до своего 25-го дня рождения.
Похороны Террелл прошли в методистской церкви в Филадельфии. На похоронах, Гэй прочитал посмертную хвалебную речь на фоне исполняемой песни «You’re All I Need to Get By». По словам жениха Террелл, доктора Гарретта, который знал Гэя, её мать категорически запретила всем связанным с Motown людям присутствовать на её похоронах, сделав исключение только для Гэя, который, как она поняла, был самым близким другом Террелл.

### Последующие события
После первого диагноза Террелл в октябре 1967 года, Марвин Гэй впал в депрессию, он не выступал с концертами ещё два года после смерти Террелл, и появился на сцене лишь в мае 1972 на благотворительном концерте в только открывшемся тогда Центре Кеннеди в Вашингтоне.
Мать Террелл критиковала Motown за то что компания никак не помогла той с лечением, скрывала состояние её здоровья и выпускала альбомы Террелл без её согласия. Гэй также утверждал, что в Motown пользовались болезнью Террелл, и отказывались содействовать выпуску альбома Easy, несмотря на то что в самой компании Motown, ему говорили что доходов от альбома хватит чтобы покрыть расходы на лечение Террелл.
Гэй так никогда и не смог полностью оправиться от смерти Террелл, по словам нескольких биографов, смерть Террелл привели Гэя к депрессии и наркомании. Кроме того, классический альбом Гэя «What’s Going On» выпущенный в 1971 году, частично посвящён смерти Террелл. В июле 1970 года, через четыре месяца после кончины Террелл, драматическая версия песни «Ain’t No Mountain High Enough» Дайаны Росс, стала хитом номер один и одной из главных песен Росс.
8 октября 2010 года, Hip-O Records выпустила альбом Come On And See Me: The Complete Solo Collection — коллекцию всех сольных песен Террелл начиная с её школьных лет, а также никогда ранее не выходивших песен, и 13 минутную единственную дошедшую до наших дней живую запись.

## Дискография

### Студийные альбомы
| Year                                                          | Album                                   | Peak chart positions | Peak chart positions | Record label |
| Year                                                          | Album                                   | US                   | US R&B               | Record label |
| ------------------------------------------------------------- | --------------------------------------- | -------------------- | -------------------- | ------------ |
| 1967                                                          | The Early Show (with Chuck Jackson) [A] | —                    | —                    | Wand         |
| 1967                                                          | United (with Marvin Gaye)               | 69                   | 7                    | Tamla        |
| 1968                                                          | You're All I Need (with Marvin Gaye)    | 60                   | 4                    | Tamla        |
| 1969                                                          | Irresistible                            | —                    | 39                   | Motown       |
| 1969                                                          | Easy (with Marvin Gaye)                 | 184                  | —                    | Tamla        |
| «—» denotes releases that did not chart or were not released. |                                         |                      |                      |              |

- A Side A is by Terrell, side B is by Jackson

### Компиляции
| Year                                                          | Album                                                                                     | Peak chart positions | Peak chart positions | Peak chart positions | Record label |
| Year                                                          | Album                                                                                     | US                   | US R&B               | UK                   | Record label |
| ------------------------------------------------------------- | ----------------------------------------------------------------------------------------- | -------------------- | -------------------- | -------------------- | ------------ |
| 1970                                                          | Marvin Gaye and Tammi Terrell's Greatest Hits                                             | 171                  | 17                   | 60                   | Tamla        |
| 1980                                                          | Superstar Series Volume 2 (with Marvin Gaye)                                              | —                    | —                    | —                    | Motown       |
| 2000                                                          | 20th Century Masters — The Millennium Collection: The Best of Marvin Gaye & Tammi Terrell | —                    | —                    | —                    | Motown       |
| 2001                                                          | The Essential Collection                                                                  | —                    | —                    | —                    | Spectrum     |
| 2001                                                          | The Complete Duets (with Marvin Gaye)                                                     | —                    | —                    | —                    | Motown       |
| 2010                                                          | Come On and See Me: The Complete Solo Collection                                          | —                    | —                    | —                    | Hip-O Select |
| 2011                                                          | Icon: Love Songs (with Marvin Gaye)                                                       | —                    | —                    | —                    | Motown       |
| «—» denotes releases that did not chart or were not released. |                                                                                           |                      |                      |                      |              |

### Синглы
| Year                                                          | Title                                                           | Peak chart positions | Peak chart positions | Peak chart positions | Peak chart positions | Peak chart positions | Album             |
| Year                                                          | Title                                                           | US                   | US R&B               | AUS                  | CAN                  | UK                   | Album             |
| ------------------------------------------------------------- | --------------------------------------------------------------- | -------------------- | -------------------- | -------------------- | -------------------- | -------------------- | ----------------- |
| 1961                                                          | «If You See Bill» [B]                                           | —                    | —                    | —                    | —                    | —                    | The Early Show    |
| 1962                                                          | «Voice of Experience» [B]                                       | —                    | —                    | —                    | —                    | —                    | The Early Show    |
| 1963                                                          | «I Cried» [B]                                                   | 99                   | —                    | —                    | —                    | —                    | Non-album single  |
| 1964                                                          | «If I Would Marry You» [B]                                      | —                    | —                    | —                    | —                    | —                    | Non-album single  |
| 1965                                                          | «I Can’t Believe You Love Me»                                   | 72                   | 27                   | —                    | —                    | —                    | Irresistible      |
| 1966                                                          | «Come On and See Me»                                            | 80                   | 25                   | —                    | —                    | —                    | Irresistible      |
| 1967                                                          | «What a Good Man He Is»                                         | —                    | —                    | —                    | —                    | —                    | Irresistible      |
| 1967                                                          | «Ain't No Mountain High Enough» (with Marvin Gaye)              | 19                   | 3                    | 63                   | —                    | 80                   | United            |
| 1967                                                          | «Your Precious Love» (with Marvin Gaye)                         | 5                    | 2                    | 92                   | —                    | —                    | United            |
| 1967                                                          | «If I Could Build My Whole World Around You» (with Marvin Gaye) | 10                   | 2                    | 72                   | —                    | 41                   | United            |
| 1968                                                          | «If This World Were Mine» (with Marvin Gaye)                    | 68                   | 27                   | —                    | —                    | —                    | United            |
| 1968                                                          | «Ain't Nothing Like the Real Thing» (with Marvin Gaye)          | 8                    | 1                    | —                    | 9                    | 34                   | You’re All I Need |
| 1968                                                          | «You're All I Need to Get By» (with Marvin Gaye)                | 7                    | 1                    | —                    | 10                   | 19                   | You’re All I Need |
| 1968                                                          | «Keep On Lovin' Me Honey» (with Marvin Gaye)                    | 24                   | 11                   | —                    | 27                   | —                    | You’re All I Need |
| 1968                                                          | «This Old Heart of Mine (Is Weak for You)»                      | 67                   | 31                   | —                    | 89                   | —                    | Irresistible      |
| 1969                                                          | «You Ain't Livin' till You're Lovin'» (with Marvin Gaye)        | —                    | —                    | —                    | —                    | 21                   | You’re All I Need |
| 1969                                                          | «Good Lovin' Ain't Easy to Come By» (with Marvin Gaye)          | 30                   | 11                   | —                    | 65                   | 26                   | Easy              |
| 1969                                                          | «What You Gave Me» (with Marvin Gaye)                           | 49                   | 6                    | —                    | —                    | —                    | Easy              |
| 1969                                                          | «The Onion Song» (with Marvin Gaye)                             | 50                   | 18                   | —                    | —                    | 9                    | Easy              |
| 1970                                                          | «California Soul» (with Marvin Gaye)                            | 56                   | —                    | 79                   | 87                   | —                    | Easy              |
| «—» denotes releases that did not chart or were not released. |                                                                 |                      |                      |                      |                      |                      |                   |

- B Как Tammy Montgomery.